# تشارلز جي. واشبورن
تشارلز جي. واشبورن هو محامي وسياسي أمريكي، ولد في 28 يناير 1857 في ورسستر في الولايات المتحدة، وتوفي في 25 مايو 1928 في لينوكس في الولايات المتحدة. نشط حزبياً في الحزب الجمهوري. وقد انتخب عضو مجلس نواب ماساتشوستس ‏ وانتخب عضو مجلس النواب الأمريكي ‏.